# Équipe d'Uruguay des moins de 20 ans de football
Maillots
L'équipe d'Uruguay des moins de 20 ans est une sélection de joueurs de moins de 20 ans au début des deux années de compétition placée sous la responsabilité de la Fédération d'Uruguay de football.

## Sélection actuelle
Les joueurs suivants ont été appelés pour la coupe du monde de football des moins de 20 ans 2023.
Gardiens
- Facundo Machado
- Randall Rodríguez
- José Arbío

Défenseurs
- Sebastián Boselli
- Mateo Antoni
- Mateo Ponte
- Mathías de Ritis
- Alan Matturro
- Facundo González

Milieux
- Fabricio Díaz
- Rodrigo Chagas
- Franco González
- Damián García
- Ignacio Sosa
- Santiago Homenchenko

Attaquants
- Anderson Duarte
- Andrés Ferrari
- Juan De Los Santos
- Matías Abaldo
- Luciano Rodríguez
- Nicolás Siri

## Parcours en compétition internationale

### Coupe du monde des moins de20 ans
| - 1977 : 4e - 1979 : 3e - 1981 : Quart de finaliste - 1983 : Quart de finaliste - 1985 : Non-qualification - 1987 : Non-qualification - 1989 : Non-qualification - 1991 : 1er tour - 1993 : Quart de finaliste - 1995 : Non-qualification - 1997 : Finaliste - 1999 : 4e |  | - 2001 : Non-qualification - 2003 : Non-qualification - 2005 : Non-qualification - 2007 : Huitième de finaliste - 2009 : Huitième de finaliste - 2011 : 1er tour - 2013 : Finaliste - 2015 : Huitième de finaliste - 2017 : 4e - 2019 : Huitième de finaliste - 2023 : Champion - 2025 : Non-qualification |

### Championnat des moins de20 ansde la CONMEBOL
| - 1954 : Vainqueur - 1958 : Vainqueur - 1964 : Vainqueur - 1967 : 1er tour - 1971 : Finaliste - 1974 : Finaliste - 1975 : Vainqueur - 1977 : Vainqueur - 1979 : Vainqueur - 1981 : Vainqueur - 1983 : Finaliste - 1985 : 4e - 1987 : 4e - 1988 : 1er tour - 1991 : 3e |  | - 1992 : Finaliste - 1995 : Non partecipe - 1997 : 4e - 1999 : Finaliste - 2001 : 1er tour - 2003 : 5e - 2005 : 5e - 2007 : 3e - 2009 : 3e - 2011 : Finaliste - 2013 : 3e - 2015 : 3e - 2017 : Vainqueur - 2019 : 3e - 2023 : Finaliste - 2025 : 5e |